# Pseudhammus similis
Pseudhammus similis är en skalbaggsart som först beskrevs av Dillon 1959.  Pseudhammus similis ingår i släktet Pseudhammus och familjen långhorningar.
Artens utbredningsområde är Nigeria. Inga underarter finns listade i Catalogue of Life.